# 7742 Altamira
A 7742 Altamira (ideiglenes jelöléssel 1985 US) a Naprendszer kisbolygóövében található aszteroida. Antonín Mrkos fedezte fel 1985. október 20-án.